# Hyalopoa
Hyalopoa es un género de plantas herbáceas perteneciente a la familia de las poáceas. Es originario desde el Caucaso, Turquía al este de Siberia.
Algunos autores lo incluyen en el género Colpodium.

## Descripción
Plantas perennes rizomatosas. Los tallos con frecuencia se vuelven fibrosos en la base. Láminas foliares planas o plegadas, contundente en la punta. Inflorescencia en forma de una panícula. Espiguillas con 2-4 (-5), flores, un poco comprimidas lateralmente, sin aristas; Glumas persistentes, desiguales o casi iguales, firmemente membranosa, con márgenes hialinos en la punta , ligera quilla cerca de la base, redondeada anteriormente, los nervios por debajo de la punta obtusa, a veces dentada; lemas elíptico-oblongas, finamente membranosas, 3-5-nervada, quilla abajo, con pelos en los nervios; pálea, igual el lema o un poco más largo; lodículas grandes, irregularmente dentadas.

## Taxonomía
El género fue descrito por (Tzvelev) Tzvelev y publicado en Botaničeskij Žhurnal (Moscow & Leningrad) 50(9): 1320. 1965.
Etimología

## Citología
El número cromosómico básico del género es x = 7, con números cromosómicos somáticos de 2n = 42. 6 ploide. Los cromosomas son relativamente grandes. 

## Especies
- Hyalopoa czirahica Husseinov
- Hyalopoa hracziana Gabrieljan & Tzvelev
- Hyalopoa zarubinii Enustsch. & Schumkin